# ジョン・エルウェイ
ジョン・アルバート・エルウェイ・ジュニア（John Albert Elway, Jr.、1960年6月28日 - ）はアメリカ合衆国ワシントン州ポートエンジェルス出身の元アメリカンフットボール選手、実業家。ポジションはクォーターバック（QB）。現役時代はデンバー・ブロンコスで司令塔として活躍。引退後の2011年からはデンバー・ブロンコスのGMを務めた。多くのカレッジフットボール、プロフットボールの記録を有している。
スーパーボウルで5度の先発を務めたのはエルウェイとトム・ブレイディの2人だけであり、最高のQBの一人として評されることもある。

## 経歴

### プロ入りまで
フットボールのコーチだったジャック・エルウェイの息子としてワシントン州ポートエンジェルスで生まれ、その後モンタナ州のミズーラ、ワシントン州のプルマンなどを経て、16歳の時に南カリフォルニアに引っ越した。かねてよりアメリカンフットボールと野球の両方で好成績を残しており、高校時代は通算5,711パッシングヤード、49タッチダウンパスを記録し、全米の60以上の大学から奨学金の申し出があったくらいである。また、高校卒業時にMLBのカンザスシティ・ロイヤルズからドラフト指名をされている。
父がコーチをしていたスタンフォード大学に進学しても、アメリカンフットボールと野球を掛け持ちし、1979年から1982年までの4年間でアメリカンフットボールでは774回のパスを成功させ、9,349パッシングヤード、77TDパスを記録し、また野球では49試合で打率.361、9本塁打、50打点を記録。1981年の日米大学野球では4番打者として来日した。（ただし、不振のため、終盤にはジェームス・パチョレックに4番を譲る）。1981年のMLBドラフトでは2巡目（全体52位）でニューヨーク・ヤンキースから指名されてマイナーリーグでプレーしたことがあった。）。エルウェイの大学時代最後のアメリカンフットボールの試合となったカリフォルニア大学バークレー校戦は残り4秒でスタンフォード大学が1点リードしていたが続くキックオフリターンでカリフォルニア大学が5回のラテラルパスを駆使しリターンタッチダウンをあげて逆転勝利した。
エルウェイの在学中、チームは20勝23敗でありボウルゲーム出場は果たせなかったものの大学時代に774本のパスを成功させ9,349ヤード、77タッチダウンの成績を残した。1982年には全米トップの24タッチダウンをあげた。卒業時にスタンフォード大学及びパシフィック・テン・カンファレンスのほとんどのパス記録を更新することとなった。1980年、1982年にはオールアメリカンに選抜されハイズマン賞の投票でも1982年に2位となった。2000年にカレッジフットボール殿堂に選ばれた。

### NFL
1983年のNFLドラフトで、ボルチモア・コルツ（現インディアナポリス・コルツ）から全体1位で指名された。しかし当時どん底だったコルツへ行くことを拒んだ彼はトレードを希望し、トレードされなければフットボールを辞めヤンキースで野球をやるとの意向を示したため、コルツオーナーのロバート・アーセイはデンバー・ブロンコスの控えQBのマーク・ヘルマンと同年ドラフト1巡目全体4位で指名されたばかりのOLクリス・ヒントンの2選手、翌年ドラフト1巡目指名権と引き換えに同年5月2日にトレードを行った。
1983年のデビュー戦の相手はピッツバーグ・スティーラーズであった。この試合で彼は後に殿堂入りしたジャック・ランバートにサックされた。後にプロフットボール殿堂入りした際、ジャック・ハムににらまれ、逃げ出したくなったという。この試合で彼はパス8回中1回成功、1インターセプトに終わったがリリーフのスティーブ・ディバーグの活躍で試合には勝利した。
ダン・リーブスヘッドコーチの采配のもとチームは力をつけた。
4年目の1986年シーズン、点の取り合いとなった9月7日のロサンゼルス・レイダースとの開幕戦では、パス239ヤード、2TDに加えてRBスティーブ・スウェルからの23ヤードのTDパスをレシーブ、38-36で勝利した。敵地クリーブランド・スタジアムで行われたクリーブランド・ブラウンズとのAFCチャンピオンシップゲームでは、残り5分余りで7点リードされて始まった自陣2ヤードからのドライブをマーク・ジャクソンへの5ヤードのTDパスで締めくくった。この98ヤードのドライブは、ザ・ドライブとして知られている。オーバータイムにリッチ・カーリスの決勝FGが決まり、第21回スーパーボウルでニューヨーク・ジャイアンツと対戦した。チームは10-7とリードし敵陣1ヤードまで攻め込んだが続く3プレーで5ヤードの後退、FGも失敗し追加点の好機を逃した。彼は自陣エンドゾーンでサックされセイフティにより10-9と追い上げられ後半ジャイアンツが30点をあげ20対39で敗れた。彼自身はパスで304ヤード、1TD、1INT、ランではチームトップの27ヤードを走り1TDをあげた。
翌1987年には最優秀選手に選ばれる活躍を見せた。地元デンバーで行われたブラウンズとのAFCチャンピオンシップゲームは、ブロンコスが21-3とリードしてハーフタイムを迎えたが、相手QBバーニー・コーザーが後半に4TDパスを決める活躍を見せて31-31の同点となった。その後、サミー・ワインダーへのスクリーンパスが20ヤードのTDパスとなり、75ヤードのタッチダウンドライブで、38-31とリード、ブラウンズも8ヤード地点までボールを前進させて粘ったが、2ヤード地点でボールを渡されて走ったアーネスト・バイナーがファンブル、ブロンコスは故意にセイフティで失点し、38-33で勝利し、2年連続スーパーボウル出場を果たした。ワシントン・レッドスキンズとの第22回スーパーボウルは第1Q開始わずか1分57秒でリッキー・ナティールへの56ヤードのタッチダウンパスなどで10-0とリードしたが第2Qダグ・ウィリアムスに率いられたレッドスキンズのオフェンスが後にザ・クォーターと呼ばれるようになる猛攻を見せて35点をあげた。QBとしてスーパーボウルで初めてパスキャッチを記録したもののレッドスキンズの強力なディフェンスの前にパス38本中14本成功、257ヤード、1タッチダウン、3インターセプトの成績に終わった。
その2年後の1990年に行なわれた第24回スーパーボウルにはサンフランシスコ49ersに10対55というスーパーボウル史上最多失点と最大点差の記録を残して敗退。4年間で3度のスーパーボウル出場を果たしたがいずれも敗れ、エルウェイは「スーパーボウルで勝てないQB」と呼ばれるようになった。
1992年1月4日に行われたヒューストン・オイラーズとのプレーオフでは1点リードされ残り時間2分7秒で自陣2ヤードからの攻撃で第4ダウンに2度追い込まれながらも最後28ヤードのFGにつなげるオフェンスを見せた。バッファロー・ビルズとのAFCチャンピオンシップゲームはロースコアの争いとなり、自陣19ヤードからのプレーでエルウェイが投げたパスをジェフ・ライトがはじき、カールトン・ベイリーがインターセプトリターンTDをあげ、7-10で敗れた。この年まで7年連続で3,000ヤード以上を投げた。しかしダン・リーブスヘッドコーチとの確執も次第に噂されるようになり、1992年シーズン終了後、リーブスヘッドコーチはニューヨーク・ジャイアンツに移籍した。
ウェイド・フィリップスが後任ヘッドコーチとなった1993年に彼は4,030ヤードを投げて25タッチダウン、QBレイティング92.8の成績を残して復活を果たした。
1995年シーズン、ブロンコスのヘッドコーチにマイク・シャナハンが就任した。チームが過去15試合で13敗していたレイダースを相手に、アンソニー・ミラーへの2本のTDパスを決めてチームは27-0で勝利した。最終週、レイダース戦では17-28とリードされて第4Qを迎えたが、第4Qに連続17得点をあげて逆転勝利を演じた。
1996年シーズンには11月4日の敵地オークランドで行われたマンデーナイトで、残り5分を切って5点リードされていたが、ロッド・スミスへの49ヤードのTDパスを決めて22-21で勝利した。レギュラーシーズン13勝3敗の最高勝率を挙げたもののプレーオフであっさり敗退。37歳という年齢もありこのまま引退かと思われたが、現役を続行。1997年シーズン開幕前のアメリカンボウルでメキシコに行ったが上腕二頭筋を痛めた。手術は行わず19日後にチームに復帰しチームは第32回スーパーボウルに出場。彼はパス22本中11本の成功、タッチダウン0回、インターセプト1回の成績だったが前年のチャンピオングリーンベイ・パッカーズを31対24で破り、NFL15年目・4度目の出場でようやく勝利を手にした。この試合第3Q第3ダウン残り5ヤード、敵陣8ヤードの場面で彼がボールを持って相手ディフェンスに頭から突っ込んでファーストダウンを獲得、テレル・デービスのタッチダウンにつなげた。エルウェイの気迫あふれるこのプレーは、空中で相手選手の強烈なタックルでヘリコプターのように水平に1回転したことから、ヘリコプターと呼ばれている。
翌1998年シーズンの第33回スーパーボウルではパスで336ヤードを投げアトランタ・ファルコンズを34対19で破り連覇を達成。38歳7ヶ月というスーパーボウル史上最高齢タッチダウンを記録するなどの活躍でスーパーボウルMVPに選ばれた。

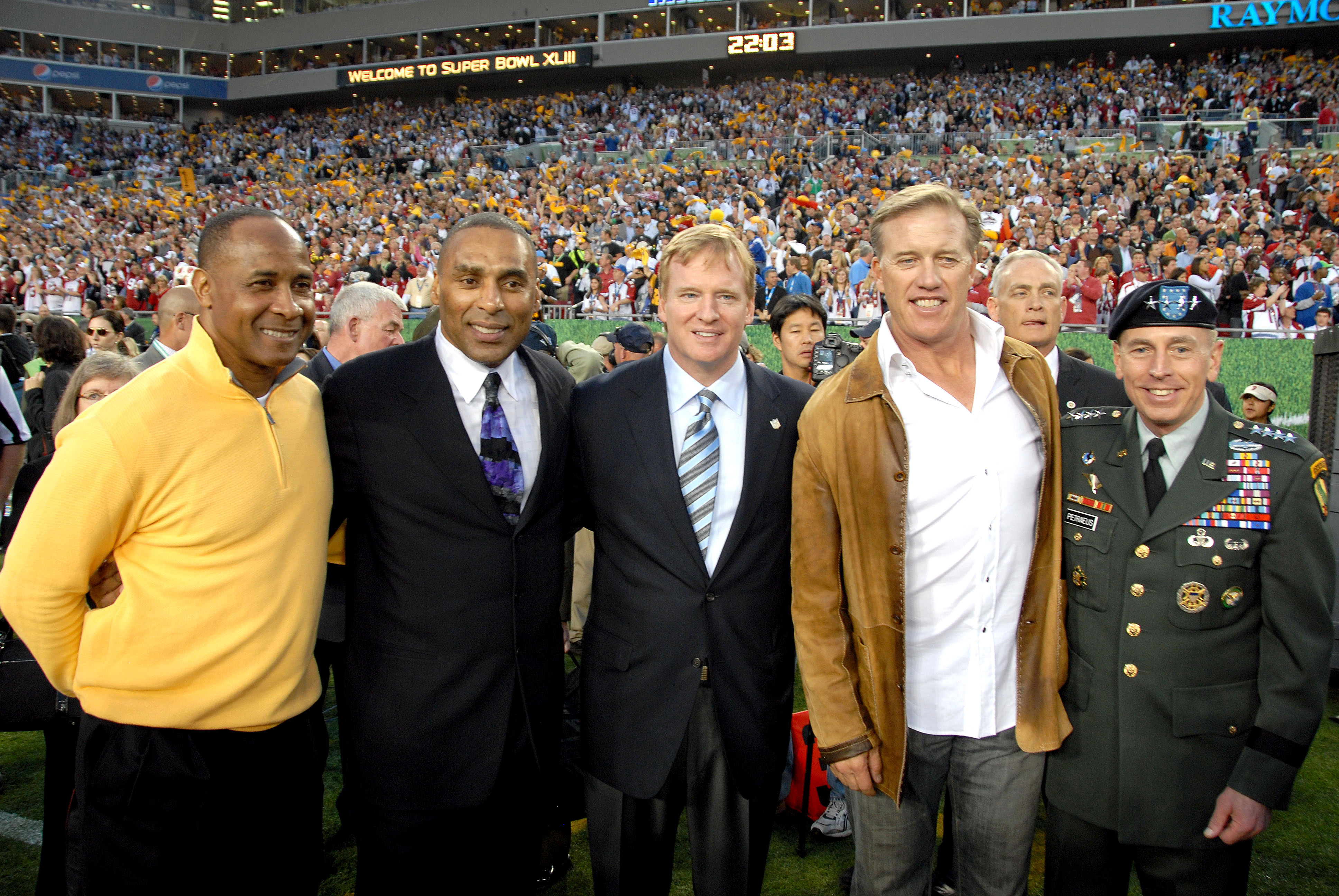
左からリン・スワン、ロジャー・クレイグ、ロジャー・グッデルコミッショナー、エルウェイ、デービッド・ペトレイアス

1999年5月2日に引退を発表、NFL16年のキャリアをブロンコスで全うした。同年9月13日に背番号7がブロンコスの永久欠番になった。2004年8月8日にプロフットボール殿堂入り。通算148勝82敗1分けという成績はQBとしては最多勝だったがその記録はブレット・ファーヴに破られた。プロボウルにはQBとしては最多タイの9回出場（デンバー・ブロンコスの選手としても最多）した。

### 引退後
2002年、アリーナ・フットボールのコロラド・クラッシュの共同オーナーに就任。チームが無くなる2008年まで務めた。2007年にはリーグのチェアマンに選ばれた。
2009年2月1日に行われた第43回スーパーボウルではリン・スワン、ロジャー・クレイグらと共にコイントスを行った。

### ブロンコス経営陣として
2011年、古巣であるデンバー・ブロンコスのゼネラルマネージャー（GM）兼球団副社長に就任。ヘッドコーチを直属の部下とした。
2012年、当時NFLナンバー1QBと称されていたペイトン・マニングの獲得に成功する。
2012年から2015年まで4年続けて地区優勝を遂げ、スーパーボウルに二度出場。2015年の第50回スーパーボウルでは優勝を果たした。2016年以降は三年連続してプレーオフを逃している。2020年シーズン後にGMを退任し後任にジョージ・ペイトンを立てるも、フットボールオペレーション責任者としてチームには残留した。2023年4月、ブロンコスとの契約が終了した。

## 記録
- サーマン・トーマスと共に4回のスーパーボウルでラッシングタッチダウンをあげている（第21回、第24回、第32回、第33回）。
- 通算148勝をあげている。また被サック516はNFL記録である。
- 12シーズン、パス3000ヤード以上を投げた。この記録は彼の他にはダン・マリーノ、フラン・ターケントン、ペイトン・マニング、ドリュー・ブリーズ、ベン・ロスリスバーガーの5人のみ。
- QBとしてラン774回、これはランドール・カニンガムの775回に次いで歴代2位。通算ラッシング記録はカニンガム、スティーブ・ヤング、マイケル・ヴィック、フラン・ターケントン、スティーブ・マクネアに次いで歴代6位の3,417ヤード。
- スーパーボウルでのパス獲得ヤードはトム・ブレイディ、カート・ワーナー、ジョー・モンタナに次いで歴代4位の1,128ヤード、パス成功数76回は歴代5位、パス試投152回はトム・ブレイディに抜かれるまではNFL記録だった[18][19]。

## プレースタイル
第4Qからのカムバックが47回とNFL史上最多（逆転勝利はジョニー・ユナイタスと並んで歴代3位タイの34回）であることから、ジョン・“ミラクル”・エルウェイと呼ばれた。中でも1987年1月11日に敵地クリーブランド・スタジアムで行なわれたプレーオフのクリーブランド・ブラウンズ戦では第4Q残り5分2秒、自陣2ヤード地点から始まった攻撃ドライブで98ヤードを前進し、残り37秒で同点タッチダウンをあげ試合はオーバータイムの末、23-20でチームに勝利をもたらした。
豪腕パサーであり、彼のパスを受けたレシーバーが手の平を怪我したこともあった。

## 私生活
長年、逆流性食道炎に悩まされていることを2003年に公にした。
2007年に2K Sports から発売されたAll-Pro Football 2K8のカバーをバリー・サンダース、ジェリー・ライスと共に務めた。
2008年10月にレーシック手術を受けた。
共和党支持者でありコロラド州知事ウェイン・アラードの支持者となっている。
父親のジャックは2001年に心臓発作で亡くなった。また彼と双子の姉妹ヤナは2002年に肺がんのため42歳で亡くなっている。
1984年、スタンフォード大学の水泳チームにいたJanet Buchanと結婚し4人の子供を儲けたが2003年に離婚している。
彼の息子のジャックは2008年にアリゾナ州立大学でQBとしてプレーし、デニス・エリクソン（ジョン・エルウェイの父の下で1979年から1981年にサンノゼ州立大学でオフェンスコーディネーターを務めた。）の指導を受けた。
2005年に元ロサンゼルス・レイダースのRB、マーカス・アレンが主催したセレブゴルフトーナメントで知り合った元オークランド・レイダースチアリーダーのペイジ・グリーンと2008年9月にイタリアで挙式した。